# 탐메르 여울

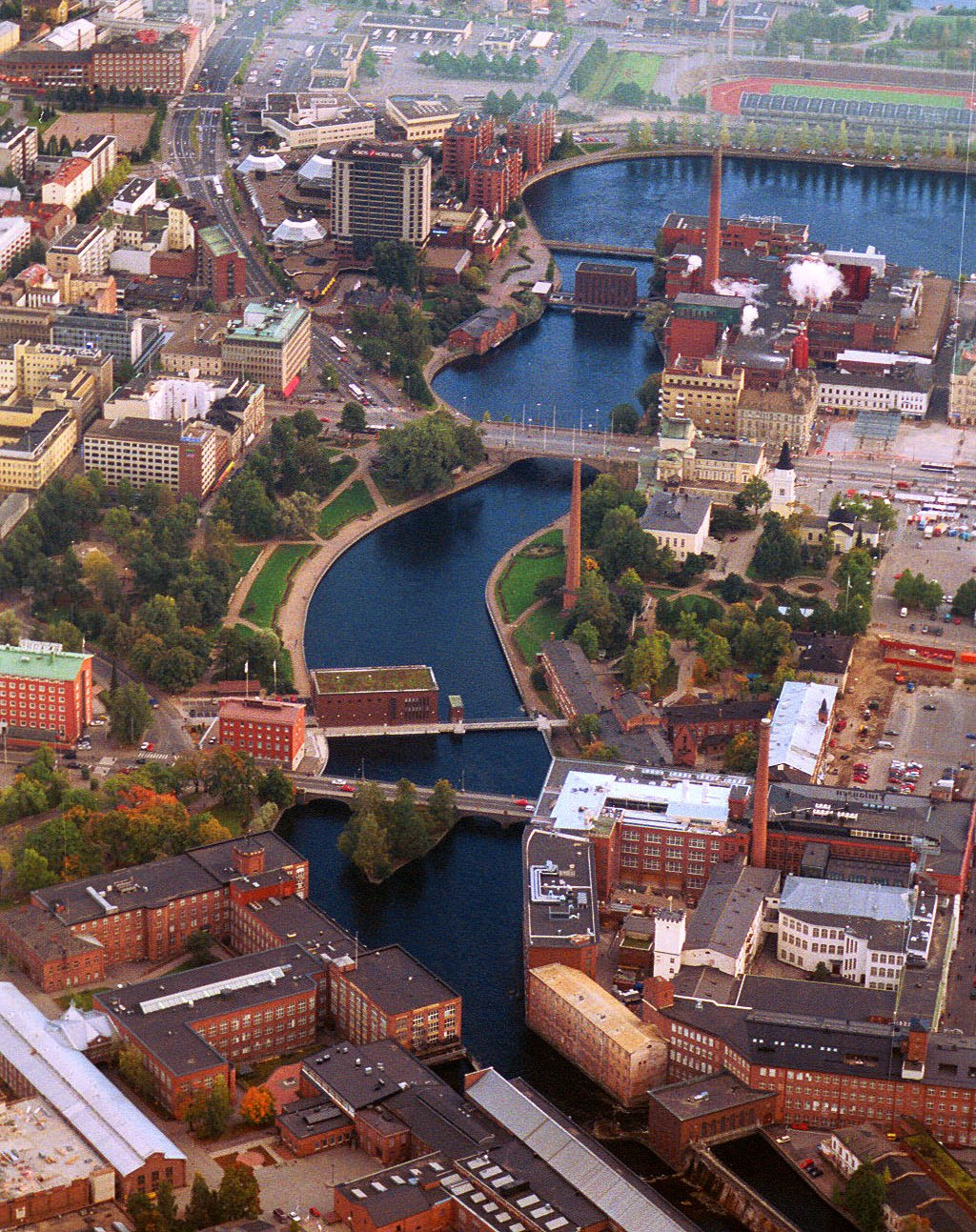

탐메르 여울(핀란드어: Tammerkoski 탐메르코스키[*])은 핀란드 탐페레시의 두 호수, 내시호와 퓌해호를 연결하는 급류다. 북에서 남으로, 즉 내시호에서 퓌해호 방향으로 흐른다. 두 호수 사이의 고도차는 18 미터다.
탐페레는 이 여울 물가에서 형성되기 시작한 도시이며, 산업화 이후 핀레이슨이나 탐펠라 같은 여러 기업들이 여울 양안에 자리잡았다.